# Пулемет Унифицированный
ПУ-21 (от пулемёт с унифицированной подачей) — экспериментальный ручной пулемёт, разработанный в 1971—77 годах конструкторским коллективом, состоявшим из Ю. К. Александрова, В. М. Калашникова, М. Е. Драгунова и других. Пулемёт планировался для замены в войсках РПК. Однако военные эксперты не нашли доводов в пользу принятия пулемёта на вооружение. Особенностью конструкции была комбинированная система боепитания.

## История
Целью разработки пулемёта являлось повышение эффективности пулемёта в 1,5 раза и создание пулемёта с комбинированным боепитанием, способным использовать как магазины, так и ленту. Первый вариант пулемёта был испытан в 1974 году и не смог удовлетворить требования по живучести и безотказности. Испытания завершились поломкой ствольной коробки. Однако в ЦНИИточмаше решили развивать тему комбинированной подачи боеприпасов дальше. Были разработаны барабанный магазин МЗО на 75 патронов, дисковый магазин повышенной ёмкости на 100 патронов и лента ёмкостью 200 патронов в дюралевом коробе.
В 1976 году на полигоне министерства обороны прошли успешные испытания следующего образца — ПУ-1. Была позаимствована от НСВ фиксация патрона в ленте, что дало гибкость ленты и прочное удержание патрона в ней. Но осталась идея выжима. Звено получилось удачным. Также был упрощён приёмник ленты. Как и в предыдущем варианте, ленточный приёмник размещался на левой стенке, магазин снизу, боковой газовый двигатель сверху, выброс гильз вправо-вверх. Ударно-спусковой механизм отличался от аналогичного в РПК-74 лишь конструкцией автоспуска. Оптический прицел крепился на стандартное крепление «Ласточкин хвост». Военных на этот раз не удовлетворила необходимость ношения избыточного количества боеприпасов: короба с лентой и восьми магазинов.
В 1977 году модель радикально изменили. Гильзы теперь выбрасывались вправо-вниз. Газоотвод переместили под ствол. Была введена смена направления подачи питания, получившая негативную оценку. В результате этих нововведений предельно усложнилась конструкция пулемёта. В этой конструкции на этот раз магазинному боепитанию придали вспомогательное значение. Поэтому магазинное окно разместили слева, а ленточный приёмник сверху. Темп стрельбы возрос на 150 выстрелов в минуту по сравнению с РПК-74. Новой модели пулемёта было присвоено обозначение ПУ-2.
В следующем образце — ПУ-21 просчёты были учтены, и смена направления подачи была упразднена. Несмотря на это, в 1978 году дальнейшую разработку пулемёта свернули. Причина была проста - ленточное питание не давало решительных преимуществ по сравнению с магазинным. Расхожее мнение что  под 5,45-мм патрон  не смогли создать т. н. «машинку Ракова» для набивки пулемётной ленты, является вымыслом.